# Стус Дмитро Васильович
Дмитро́ Васи́льович Стус (нар. 15 листопада 1966, Київ, Українська РСР) — український письменник, літературознавець, редактор. Кандидат філологічних наук (1995). Член Асоціації українських письменників (від 1997). Голова Всеукраїнської творчої спілки «Конгрес літераторів України» (від 9 лютого 2013). Генеральний директор Національного музею Тараса Шевченка (від січня 2012). Член гуманітарної ради при Президентові України (від 2010). Лавреат Національної премії імені Тараса Шевченка. Син поета Василя Стуса.

## Біографія
Народився 15 листопада 1966 в місті Київ.
Закінчив філологічний факультет Київського університету (1987—1992). 1995 року захистив кандидатську дисертацію «„Палімпсести“ Василя Стуса: творча історія та проблеми тексту».
Науковий працівник відділу рукописних фондів і текстології Інституту літератури імені Тараса Шевченка НАНУ. Від 2001 року — заступник головного редактора журналу «Книжник-Review».
Від 2001 року — завідувач відділу критики та бібліографії журналу «Сучасність». Генеральний директор Благодійного фонду «Україна Інкоґніта».
Від лютого 2004 року — віцепрезидент Асоціації українських письменників. Головний редактор літературно-критичного часопису «Київська Русь» з 2006 року.
9 лютого 2013 року обрано головою Всеукраїнської творчої спілки «Конгрес літераторів України».

## Родина
Батько — український поет, дисидент Василь Стус (1938—1985).
Мати — Валентина Василівна Попелюх (19 червня 1938 — 25 березня 2022).
Перша дружина Оксана Дворко.
Сини: Ярослав (нар. 18 травня 1985), закінчив КПІ; Стефан (нар. 1991), закінчив КНЕУ імені Вадима Гетьмана.
Друга дружина — Тетяна Стус (Щербаченко), у шлюбі з 2003 року. Доньки: Ївга, Орина.

## Праці
- Монографія «Життя і творчість В. Стуса» (1992).
- Упорядник, автор коментарів, передмов до книжок Василя Стуса «Веселий цвинтар» (1990), «Вікна в позапростір» (1991), «Золотокоса красуня» (1992), «Листи до сина» (2001), «Палімпсест» (2003) та ін.
- Василь Стус: життя як творчість. — К.: Факт, 2004. — 368 с. Автор майстерно поєднує об'єктивні біографічні відомості про життя Василя Стуса з власними спогадами і спостереженнями про батька, парадоксально зіставляє контексти, змішує науковий та белетристичний стилі. Книга — це Василь Стус очима дослідника й сина на тлі «запізнілого націєтворення».

## Громадянська позиція
У липні 2018 року підтримав відкритий лист українських діячів культури до ув'язненого у Росії українського режисера Олега Сенцова

## Скандали
У 2013 році Дмитро Стус брав участь у заходах, організованих «Українським вибором». Організацію очолює Віктор Медведчук, проросійський політик, який брав участь у судовому процесі над Василем Стусом, батьком Дмитра. Через це Дмитра Стуса піддали критиці різні культурні діячі, громадські активісти й політики.

## Премії
- Національна премія України імені Тараса Шевченка (2007) за книгу «Василь Стус: життя як творчість».